# Grock

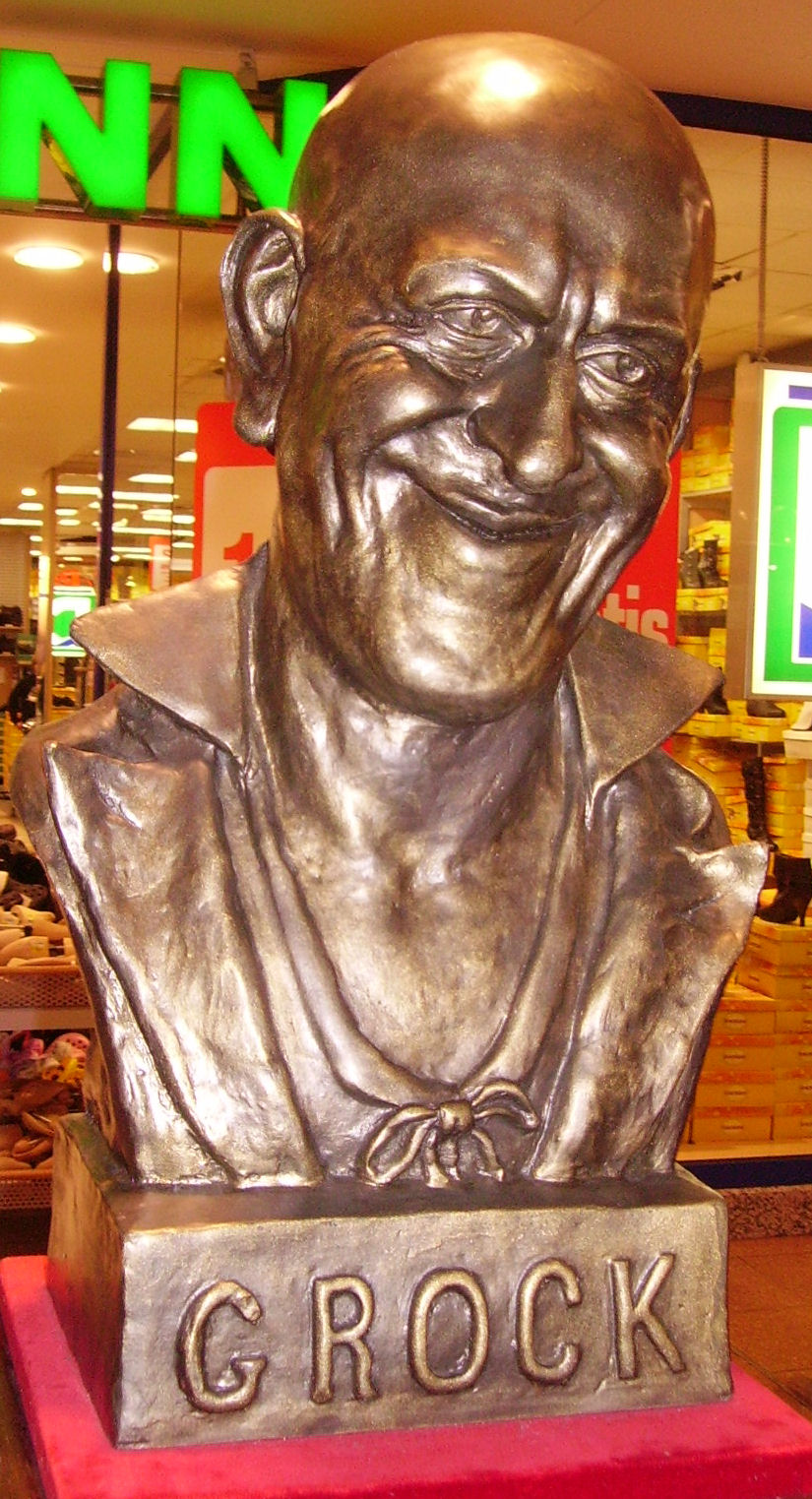
Borstbeeld van Grock

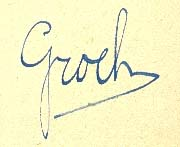
Handtekening

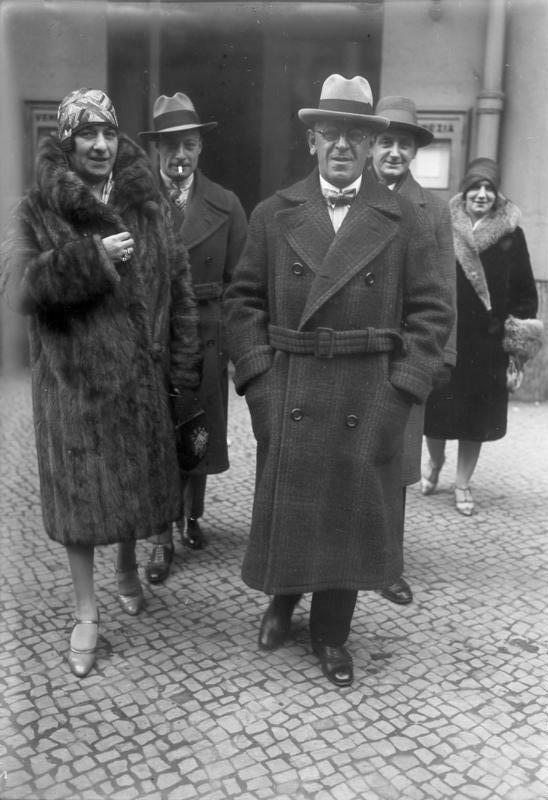
Grock met zijn vrouw in Berlijn in 1930

Grock (werkelijke naam Charles Adrien Wettach) (Loveresse, Zwitserland, 10 januari 1880 - Imperia, Italië, 14 juli 1959) was een beroemde Zwitserse acrobaat, muzikant, clown en componist. Hij was de zoon van een joodse vader Jean Adolphe Wettach en moeder Cecile Péquegnat.
Hij beheerste 24 instrumenten en speelde viool, piano en harmonica. Hij droeg enorme floppy schoenen, enorme Schlabbes broeken en kleine instrumenten waren zijn handelsmerk evenals zijn kreet Waruuuuuum?, gevolgd door een Nit möööööglich!  
Hij sprak vloeiend zes talen: Frans (moedertaal), Engels, Italiaans, Duits, Spaans, Tsjechisch en Hongaars.
In 1899 ging Grock voor het eerst vanuit Hongarije op tournee met een Schrammelkwartet, bekend door de Schrammelmusik die zij speelden. Na een optreden verzocht de clown Prince Alfred hem in 1900 zijn partner te worden. Drie jaar later, in het zuiden van Frankrijk stond Grock al op zijn eigen benen.
In de volgende jaren ging hij in circussen werken en vanaf 1911 in de muziekzalen van Zuid-Amerika tot Engeland waar hij al voor 1915 negen jaar geregeld werkte. Grock had in 1928 aan de Italiaanse Riviera een prachtige villa laten bouwen, maar woonde op het einde van de jaren 1920 en vroege jaren 1930 vaak in Parijs
Vanaf 1933 was Grock in nazi-Duitsland populair bij de nazi-leiders en hij gaf er veel optredens, wat hem na de Tweede Wereldoorlog op felle kritiek van de Zwitsers kwam te staan. Kort voor het uitbreken van de oorlog nam Grock afscheid van het toneel en circus en keerde naar zijn villa in Oneglia terug. In 1944 vluchtte hij naar Zwitserland en kwam vervolgens terug in Italië. In 1951 richtte Grock zijn eerste circusbedrijf op. In 1954 trok hij zich terug in zijn Villa Bianca in Italië en stierf er op 14 juli 1959.
Naar Grock werd de Zwitserse prijs de Grock d'or vernoemd, die hoorde bij een wedstrijd voor jonge circusartiesten.

## Film
- Au Revoir M. Grock (Dt. Titel: Manege frei; Regie: Pierre Billon, Deutschland/Frankreich 1950)
- Grock (Regie: Carl Boese, Deutschland/Frankreich 1931)
- What for? (England/Frankreich, 1927)